# The Wait (film 2013)
The Wait è un film del 2013 diretto da M. Blash.

## Trama
Mentre un incendio boschivo invade una comunità rurale nell'Oregon centrale, le sorelle adulte Angela ed Emma piangono la loro madre, che è appena morta nella sua casa dopo una lunga malattia. Qualche istante dopo la sua morte, Emma riceve una strana telefonata da parte di una sensitiva che le dice che la loro madre risorgerà fintanto che manterranno il suo corpo in casa. Emma, convinta che quanto detto dalla donna sia la verità, riesce a convincere la scettica Angela ad aspettare prima di chiamare le autorità per rimuovere il corpo.
Emma chiude il corpo della madre in un lenzuolo e sigilla le finestre della casa nel tentativo di impedire che l'anima della defunta scappi. Ian, il fratello adolescente delle ragazze, fugge di casa sul suo skateboard, fa visita al suo amico Sammy e si scusa per aver rifiutato l'approccio sessuale che il ragazzo ha tentato con lui diversi giorni prima. Sammy finge di ignorare quanto affermi l'amico e Ian se ne va arrabbiato. Più tardi, la figlia di Emma, Karen, le chiede perché il corpo di sua nonna non è stato portato via da casa e la donna le spiega che la risurrezione di sua madre li renderà famosi.
Più tardi quella notte, Emma trova Angela che sta consultando il testamento della madre. Le due litigano quando Emma si rende conto che Angela ha chiamato di nascosto il medico legale per far rimuovere il corpo nel cuore della notte. Quando arrivano i due medici legali, Emma li manda via dicendo che sua sorella Angela ha sbagliato a chiamarli perché la loro madre non è ancora morta. Il giorno successivo al negozio di alimentari Angela incontra Ben, un giovane che vive con il padre nelle vicinanze. In seguito gli chiede di osservare Marte con lei quella notte. Intanto Emma è sempre più assorta nelle superstizioni che crede riporteranno in vita sua madre, tra cui piantare calendule in una grotta ed esibirsi in danze particolari. Inoltre decora la casa con palloncini e stelle filanti per festeggiare sua madre quando sarà risorta.
Ian torna a casa di Sammy per recuperare il suo skateboard, ma viene accolto dal padre del ragazzo, che lo informa che il figlio si trova a Portland con il resto della famiglia. Ian fuma marijuana e si mette a chiacchierare un po' con l'uomo. Nel frattempo, Angela e Ben vanno a osservare le stelle, sperando di intravedere Marte, ma non sono in grado di farlo a causa del fumo e della cenere causati dell'incendio. Tornati a casa i due si mettono a bere birra finché Angela, ubriaca, non si addormenta sul divano. La mattina dopo, Emma e Karen vanno in città, dove entrambe si tagliano i capelli ed Emma fa la manicure, in preparazione per una festa che intendono tenere quando la loro madre/nonna risorgerà. Emma si reca poi ad acquistare un cucciolo di cane come regalo da fare a sua madre.
Mentre Ian si costruisce un rifugio nel bosco e si mette a spiare una ragazza mentre è in piscina, Angela e Ben fanno un picnic insieme. Più tardi Ian conduce la ragazza a casa sua forse per fare sesso con lei, ma il ragazzo scoppia improvvisamente in lacrime e la ragazza deve consolarlo. Quella sera Ian va a casa di Sammy dove frugando nella camera dell'amico trova una rivista pornografica gay e dei preservativi che ruba per utilizzarli con la ragazza che ha conosciuto. Nel frattempo Angela e Ben hanno un altro appuntamento che culmina in un rapporto sessuale. Più tardi Angela inizia a credere che sia possibile che sua madre possa risorgere e corre insieme a Ben nei boschi dove grida al mondo intero la sua convinzione.
La mattina dopo, il marito di Emma, Henry, arriva ed i due vanno in barca sul lago. Emma gli nasconde che sua madre è morta. La mattina dopo, Emma scopre che Ian riproduce un video virale che presenta l'audio della donna che l'ha chiamata diversi giorni prima e si rende conto che la chiamata era uno scherzo. Allo stesso tempo, Angela assiste all'apparizione della madre alla finestra fuori casa, si sente male e vomita. Più tardi, mentre Ian guarda il fumo dell'incendio all'interno di una grotta, Emma riceve la visita di sua madre, che bussa alla porta d'ingresso.

## Produzione
The Wait è una produzione indipendente, con il regista M. Blash che ha anche scritto soggetto e sceneggiatura. Lo stesso ha descritto il film come essere
Le riprese principali si sono svolte nell'Oregon centrale nelle città di Bend, Black Butte Ranch e Sisters.

## Colonna sonora
Il film presenta una canzone poco nota dei The Cure, Sugar Girl, un b-side della versione UK 12" di Just like Heaven.

## Distribuzione
Il film è stato presentato in anteprima al South by Southwest di Austin, in Texas, nella primavera del 2013, e ha continuato ad essere presentato nei seguenti festival:
- 2013 Buenos Aires International Festival of Independent Cinema
- 2013 American Film Festival in Wrocław, Poland
- 2013 Sitges International Film Festival in Catalonia
- 2013 Lake Placid Center for the Arts Film Festival[4]
- 2013 Possible Worlds Festival of American & Canadian Cinema Film Festival[5]
- 2013 Deauville American Film Festival[6]
- 2013 Ars Independent Katowice  Film Festival[7]
- 2013 Stony Brook Film Festival [8]
- 2013 Randevu İstanbul Film Festivali

## Accoglienza

### Incassi
Nel settembre 2013, Monterey Media ha acquistato i diritti di distribuzione negli Stati Uniti per distribuire il film negli Stati Uniti e in Canada. Il film ha avuto una distribuzione limitata il 10 gennaio 2014, inizialmente proiettato in una sola sala, prima di espandersi ad un totale di tre. Il film ha chiuso la sua corsa nelle sale il 2 febbraio 2014, incassando un totale di 2.480 dollari, con una media di 626 dollari per sala.

## Riconoscimenti[12]
- 2013 - Sitges - Festival internazionale del cinema fantastico della Catalogna
  - Candidatura a Miglior film
- 2013 - South by Southwest
  - Candidatura Audience Award
- 2014 - Buenos Aires International Festival of Independent Cinema
  - Candidatura a Miglior film